# Leiocithara perlucidula
Leiocithara perlucidula é uma espécie de gastrópode do gênero Leiocithara, pertencente a família Mangeliidae.